# Kohl's
Kohl's Corporation is een Amerikaanse warenhuis- en winkelketen met 1162 warenhuizen in 49 Amerikaanse staten. Naar omzet gemeten is het de op één na grootste warenhuisketen van de Verenigde Staten na Macy's. Het assortiment van Kohl's bestaat voornamelijk uit kleding en accessoires voor dames, heren en kinderen in het lagere tot middelhoge segment. Daarnaast bestaat het assortiment uit cosmetica, sieraden, huishoudelijke artikelen, elektrische apparaten en kleine meubels.
Het bedrijf is ontstaan in 1946 toen Maxwell Kohl een supermarkt opende in Milwaukee, Wisconsin. Dit groeide na verloop van tijd uit tot de supermarktketen Kohl's Food Stores.
In 1962 opende Kohl zijn eerste warenhuis, Kohl's Department Store, in Brookfield, Wisconsin. In 1978 kocht Batus Inc., een dochteronderneming van British American Tobacco Company 80% van Kohl's Corporation, die op dat moment bestond uit 50 supermarkten, zes warenhuizen, drie apotheken en drie slijterijen. 
In 1983 werden de  supermarkten verkocht aan The Great Atlantic & Pacific Tea Company (A&P) en drie jaar werd het bedrijf onder leiding van het toenmalige management door een investeringsgroep gekocht van Batus Inc.
Het bedrijf ging in 1992 naar de beurs en de aandelen van het bedrijf worden verhandeld op de New York Stock Exchange onder het symbool KSS. 
In 2018 had de onderneming een omzet van ongeveer $19,1 miljard en een personeelsbestand van circa 137.000 medewerkers.  Het hoofdkantoor is gevestigd in Menomonee Falls, Wisconsin.